# Drujka (rzeka)
Drujka (biał. Друйка) — rzeka na Białorusi, na Pojezierzu Brasławskim, w rejonie brasławskim obwodu witebskiego, lewy dopływ Dźwiny. Średnie nachylenie powierzchni wody 0,6‰. 
Wypływa z jeziora Drywiaty, płynie w granicach Grzędy Brasławskiej, przepływa przez jeziora Cno, Nieśpisz i Niedrawa, uchodzi we wsi Druja.
Głównym (prawym) dopływem jest strumień Plesawica. Lewym dopływem jest Obabica.
Dolina trapezopodobna o szerokości 400–600 m, w pobliżu wsi Koczergi do 1,7 km. Tereny zalewowe bagniste, szerokości 50–250 m w środkowym biegu, 500–800 m w dolnym. Koryto niezbyt kręte. Jego szerokość poniżej wsi Drujsk wynosi 6–8 m. Jeziora zajmują 13% dorzecza (Brasławska grupa jezior).
W pobliżu wsi Drujsk znajduje się zapora i zbiornik dawnej brasławskiej elektrowni wodnej.